# Östraby
Östraby is een plaats in de gemeente Hörby in Skåne, de zuidelijkste provincie van Zweden. De plaats heeft 192 inwoners (2005) en een oppervlakte van 27 hectare.